# Staatliche Universität Südural
Die Staatliche Universität Südural (SUSU), russisch Южно-Уральский государственный университет (ЮУрГУ) (Juschno-Uralski Gosudarstwenny Uniwersitet) ist eine Universität in der russischen Stadt Tscheljabinsk.

## Überblick
Am 15. Dezember 1943 wurde das Institut für Mechanik und Maschinenbau in Tscheljabinsk gegründet. Es lagen dazu die Anforderungen vor, Verteidigungsbetriebe mit den Ingenieuren während des Großen Vaterländischen Krieges 1941–1945 zu versorgen.
Zurzeit ist die Universität eine der größten Bildungseinrichtungen Russlands, die im Rating des Bildungsministeriums zu den zehn Besten gehört. Die SUSU zählt über 50.000 Studenten und 5.000 Lehrkräfte und Mitarbeiter, einschließlich 1360 Professoren. Die Universität verfügt über 13 regionale Campus, 35 Fakultäten, 166 Institute sowie zwei spezielle Fakultäten für allgemeine und berufliche Weiterbildung. Der Bibliotheksbestand beläuft sich auf 2,5 Millionen Bände.
Zum Weiterbildungsbereich gehören mehrere mit moderner Digitaltechnik ausgerüstete sprachwissenschaftliche Zentren, ein Superrechner, das Zentrum für Abiturienten, das Institut für offene und das Institut für Fernausbildung. Im Rahmen der internationalen Programme „Odyssey of the Mind“ und „Step into the Future“ veranstaltet man an begabte Kinder gerichtete Projekte.
Die Ausbildung basiert auf 15 Programmen der Grundausbildung, 19 Programmen der Mittelschulbildung, 203 Programmen der Hochschulausbildung (unter anderem Bachelor und Magister) und 71 Fachrichtungen der Aspirantur und Doktorantur. Bis zum Jahr 2006 zählte die SUSU insgesamt über 127.000 Absolventen. 2100 Doktoren und 440 Professoren haben ihre Dissertationen verteidigt.
Die Forschungsverwaltung koordiniert folgende Institute
- Forschungsinstitute der Digitalsysteme und der chemischen Probleme der Wirtschaftsökologie der Russischen Akademie der Naturwissenschaften
- das Wissenschaftszentrum der Uraler Filiale der Russischen Akademie der Wissenschaften
- die Staatliche Wissenschaftseinrichtung „Süduraler Innovationszentrum der neuen Technologien“
- das Ingenieurzentrum der Automatisierung und Verwaltung

Die Universität ist beim Bologna-Prozess, der Erneuerung des Hochschulbildungssystems Russlands sowie der Integration mit den europäischen Universitäten aktiv.

## Bekannte Absolventen
- Wiktor Borissowitsch Christenko (* 1957), Politiker
- Olga Holtz, Mathematikerin
- Jewgeni Roschal (* 1972), Programmierer